# Arturo Rodas
Arturo Rodas (Quito, 3 de març de 1954) és un compositor equatorià.

## Biografia
Estudiava música amb Patricio Pizarro i Gerardo Guevara al Quito, Conservatori de música abans d'estudiar a l'Ecole Normale de Musique a París amb Yoshihisa Taira i Ginette Keller alhora estudiava amb Mesias Maiguashca al CERM a Metz. També ha estudiat amb José Berghmans, Luciano Berio, Michelle Reverdy i cursos curts amb Gerard Grisey, Guy Reibel i Iannis Xenakis, al Conservatori de París, l'IRCAM i unes altres institucions a París
Després de cinc anys a París i amb diplomes en la composició de música, el contrapunt superior, anàlisi i orquestració tornava a Quito on ensenyava art de composició al conservatori. Alhora ha treballat de crític de música i durant tres anys era l'editor de revista de música “Opus” (Banc central de l'Equador).
A l'Equador és un dels compositors més innovadors i "notables de la seva generació" Ha viscut a Quito, Guayaquil, Panamà, París i Roma. També ha ensenyat música de composició i electroacústica a la Universitat de Cuenca, Equador i a moltes escoles a Londres on ha estat vivint des de 1989.

## Llista d'obres
| Any     | Obra | Descripció                                         | Informació addicional | Durada                       |
| ------- | --- | -------------------------------------------------- | --- | ---------------------------- |
| 1980    | Andino flauta | Música solista (flauta)                            | - Estrena: Gudrun Birgisdottir, Sala Debussy-Ravel de la Sacem (Societat d'autors i compositors de música), París - Peça retirada del catàleg pel compositor | 5:00                         |
| 1981    | Entropía orquestra | Música orquestral                                  | - Finalista: Concurs internacional Max Deutsch', París. 9.09.1983 - Lectura: 'Orchestre de L'Ille de France '. Director, Alexandre Myrat | 10:30                        |
| 1982    | Andino II flauta | Música solista (flauta)                            | - Estrena: Guillermo Portillo, Auditorium de la UNESCO, París 1982 - Tocada a diversos països per Luciano Carrera i Guillermo Portillo | 9:55                         |
| 1983    | Andino III flauta | Música solista (flauta)                            | - Estrenada a Györ-Hungría el 1984 - Tocada en diversos concerts i gravada per Luciano Carrera (vegeu discografia) | 10:00                        |
| 1983    | Presencias | Música instrumental (piano a quatre mans)          | - Estrena: Chantal i Giselle Andranian; Auditori Cité Internationale des Arts ' París. 1983. 1983 - També tocada per Jacqueline Puleio i Pierre Deschamps en el Purcell Room del South Bank Center de Londres. 1988. - Partitura perduda | 7:00                         |
| 1983    | Tres piezas para guitarra                                                                                                  | música solista (guitarra)                          | Estrena: Raymond Gratien, Auditori de la Cité International des Arts ' París. 1983 | 8:00                         |
| 1984    | Arcaica concert per a per a percussió i orquestra                                                                          | Música orquestral                                  | - Estrena: Pablo Valarezo i l'Orquestra Simfònica Nacional de l'Equador (OSN) dirigida per Álvaro Manzano. Teatre Sucre de Quito. Octubre 17.1985 - Present a dos discs (vegeu discografia) - Radiodifosa per Radio 3 de la BBC de Novembre de 1990 Londres. | 15:00                        |
| 1984    | Mordente quartet de clarinets                                                                                              | Música instrumental                                | - Estrena: clarinetistes de l'orquestra de l'Acadèmia de Budapest, Sala de concerts de Györ-Hungría. Estiu de 1984 - Gravada per Miguel Jiménez (vegeu discografia) | 6:54                         |
| 1985    | Clímax orquestra | Música orquestral                                  | - estrenada per l'OSN dirigida per Álvaro Manzano - Gravada en disc (vegeu discografia) | 13:42                        |
| 1985    | Espacios Invertidos per a percussió                                                                                        | Música solista (percussió)                         | - estrena: Pablo Valarezo en un concert dedicat a obres de Rodes al Teatre Sucre de Quito, 1985 - Tocada també per Arauco Yépez al Museu Nacional de Belles Arts de Bs Aires. 29.07.2001 - Gravada en disc (discografia) | 7:52                         |
| 1985    | Ramificaciones Temporales clarinet i arts visuals - composta per a la primera ' ' Coloritura ' de la pintora Ana Placencia | Música solista (multimedia)                        | Estrena: Miguel Jiménez tocant directe de la coloritura. Teatre del Municipi de Quito, 1986 | 20:00                        |
| 1985    | Güilli Gu instal·lació operística per a orquestra i arts visuals - composta per a la segona 'coloritura' d'Ana Placencia.  | Música orquestral (multimèdia)                     | - Enregistrament de la música: OSN deDirector Álvaro Manzano. l'Equador. - Estrena de la música en concert, Orquestra Gran Mariscal d'Ayacucho. Director: Marcos Carrillo. Teatre Teresa Carreño, Caracas. 14.11.2004 - Part visual presentada a Quito (CCE 1986), Conca (Biennal d'Internacional de Pintura 1986) i altres escenaris. - L'obra total no ha estat presentada. | 6:00                         |
| 1986    | Fibris orquestra | Música orquestral                                  | - Estrena: OSN de l'Equador dirigida per Álvaro Manzano. Teatre Sucre. Quito, 12.05.1989. - Gravada en disc LP (vegeu discografia) | 10:13                        |
| 1986    | ¡ Oh ... ! trompeta | Música solista (trompeta)                          | Estrena: John Schroeder. Goethe Institut', Santiago de Xile. 21.10.1989. | 5:30                         |
| 1987    | Melodías de Cámara orquestra de cambra                                                                                     | Música orquestral (cambra)                         | | 11:00                        |
| 1987    | ¡ Oh ... ! per a piano | Música solista (piano)                             | - Gravada per Christo Iliev (vegeu discografia) - Estrena: Estrena: Gary Barnett. 'Margaret Comstock Hall', Universitat de Louisville. 4.06.1999 | 11:30                        |
| 1987    | Obstinado violoncello | Música solista (violoncello)                       | - Estrena: Carlos Nozzi. Saló daurat, Teatre Colom de Buenos Aires. 15.09.1988 | 6:00                         |
| 1987    | Obsesiva narrador, electroacústica i orquestra                                                                             | Música orquestral (electroacústica)                | Estrena: OSN dirigida per Álvaro Manzano. Teatre Nacional Sucre. Quito. 27.05.1988 | 12:00                        |
| 1987    | Introitus orquestra i cor                                                                                                  | Música orquestral (coral)                          | | 5:00                         |
| 1988    | Kyrie per a cantants solistes, cor i orquestra                                                                             | Música orquestral (coral)                          | | 4:00                         |
| 1988    | La cor i orquestra | Música orquestral (coral)                          | | 8:00                         |
| 1989    | A, B, C, D per a quartet de cordes                                                                                         | Música instrumental                                | | 13:00                        |
| 1990    | Había una vez per a orquestra de cambra i cor                                                                              | Música orquestral (cor)                            | | 11:00                        |
| 1991    | Andante per a saxòfon, piano i percussió                                                                                   | Música instrumental                                | | 12:00                        |
| 1992    | Obstinado II per a violoncello                                                                                             | Música solista (violoncello)                       | | 9:00                         |
| 1992    | Andino IV per a flauta | Música solista (flauta)                            | Estrena: Robert Aitken. 'St James's Church Piccadilly' de Londres. 23 setembre 1993 | 14:00                        |
| 1992    | Espacios Invertidos II percussió                                                                                           | Música solista (percussió)                         | | 7:30                         |
| 1993    | Mordente II per a recitante i quartet de clarinets                                                                         | Música instrumental (multimèdia)                   | - poema de Diego de Jesús Flores-Jaime | 12:00                        |
| 1996    | Lieder percussió | Música solista (percussió)                         | Estrena: Alonso Mendoza Moreno 'Bolívar Hall' de Londres. 4.11.96 | 13:00                        |
| 1997    | Full Moon Business orquestra de cambra                                                                                     | Música orquestral (cambra)                         | càmera de lIntitute für Neue Musik ' dirigit per Johannes Schöllhorn. Konzertsaal Musikhochschule' de Friburgo. 9.06.1997 | 14:00                        |
| 1999    | 24.5 Preludios per a piano                                                                                                 | Música solista (piano)                             | Estrenes a càrrec de: - Gary Barnett (preludis 1-21) en diversos escenaris dels Estats Units d'Amèrica i altres països del món - Samir Elghoul (preludis 22-24) Bolívar Hall de Londres - Francis Yang, que ha estrenat i tocat la versió integral a París, Londres, Conca i Quito | 56:00                        |
| 2001    | Bailecito per a cd | Música electroacústica                             | - programa radial South American Breakdown 4 Oct 2002. Montreal, Canadà - programa radial / internet 'Flying Ears, Sounding Minds: Fifty Years of Electroacoustic Music from Latin America ' també dirigit per Ricardo Dal Farra, 25.11.2004 Montreal | 5:00                         |
| 2001    | Fermez les yeux svp per a cd                                                                                               | Música electroacústica/multimèdia                  | - Estreno: Instituto Pierre Schaeffer a l'Auditori de la Villette (Conservatori de París). 2001 - tocada a diversos països i festivals. - Versió per a cd i cinema (realitzat per Rupert Davies-Cooke el 2004). Versió estrenada en el Battersea Arts Center de Londres. 11.2004 | 5:58                         |
| 2001    | El llanto del disco duro per a cd                                                                                          | Música electroacústica                             | | 6:20                         |
| 2002    | Buñuelos per a trompeta | Música solista (trompeta)                          | | 10:00                        |
| 2002    | Mandolínico per a mandolina                                                                                                | Música solista (mandolina)                         | Hi ha una transcripció per a guitarra realitzada pel compositor | 6:15                         |
| 2002    | Laúdico per a llaüt: - 1. Largo - 2. Allegretto                                                                            | Música solista (llaüt)                             | - Estrena: Taro Takeuchi. Wandsworth Arts Festival de Londres. 25.10 2002 - Hi ha una transcripció per a guitarra del compositor | 4:50                         |
| 2002-03 | El árbol de los pájaros òpera per a la veu dels instruments                                                                | instrumental (multimèdia)                          | - conformada per 41 peces: 26 per a diferents instruments, 5 per a 3 trompetes, 8 electroacústiques ('Bestiari') i 2 mixtes. - no hi ha un llibret literari, hi ha al seu lloc un llibret "arquitectònic" realitzat pel compositor. - Estrena Cuen-k acoblament dirigit per Jorge Oviedo. Museu d'Art Modern de Conca el 14.02.2008 - Versió instal·lació cridada El llibre de l'orquestra estrenada en per Quito sota la batuta de Gerald Brown. Centre Cultural Metropolità. 07.07.2004 | 2h - {\displaystyle \infty } |
| 2002    | Tutti frutti (obertura de L'arbre dels ocells)                                                                             | Música solista piano / electroacústica /multimèdia | - Estrena: Francis Yang. Battersea Arts Center, Londres, 06.11.2003 - tocada després a diversos països per Francis Yang i Gary Barnett | 10:37                        |
| 2003    | Finale (última peça de L'arbre dels ocells)                                                                                | Música solista cello / electroacústica /multimèdia | - Estrena: Maylin Sevila, Sala García Caturla,Teatre Amadeo Roldán' de l'Havana, Cuba 06.10.2003 | 5:24                         |
| 2003    | Il était une fois per a cor                                                                                                | Música coral                                       | - per al projecte 'Una aventura de compositor' ' de Magali Pelletier | 3:00                         |
| 2003    | sol-fa-mi-re-e-do-o-la per a cor                                                                                           | Música coral                                       | - para Una aventura de compositor | 3:15                         |
| 2003    | Ejercicio per a piano i dvd                                                                                                | Música solista / electroacústica                   | - basada en la melodia 'Chola cuencana ' de Rafael Carpio Abad | 4:00                         |
| 2004    | Pan Comido (Piece of cake) suite de 4 peces per a piano i cinta                                                            | Música solista/electroacústica/multimèdia          | - Estrena de les 3 primeres peces: Max Lifchitz a l'església de ' ' Christ & St Stephen ' de New York. 27.10.2003 - Estrena de la quarta peça: Francis Yang. Biennal Internacional de Pintura de Conca (Museu d'Art Modern). 07.2004 - Versió cinematogràfica de Rupert Davies-Cooke titulada 'Life Class 2005' ' estrenada per Francis Yang a Quito, en la Musicoteca del Banco Central del Ecuador el 17.02.2007                                                                        | 12:00                        |
| 2005    | Organillo per a òrgan | Música solista (òrgan)                             | Estrena: Luis Caparra, Església de 'San Juan Bautista', Buenos Aires, 17.09.2005 Festival 'Encontres | 7:00                         |
| 2007    | Ta-i-a-o-a per a soprano pregravada i cd                                                                                   | Música vocal/electroacústica/multimèdia            | - Versió per a cinema de Rupert Davies-Cooke tituladaThe Walk - Estrena: Musicoteca del Banco Central del Ecuador, Quito. 17.01.2007 | 7:10                         |
| 2007    | Reflejos en la Noche per a piano                                                                                           | Música solista                                     | Estrena: Musicoteca del Banco Central del Ecuador, Quito. 17.01.2007 | 4:30                         |
| 2007    | Anónimo per a quartet de vents                                                                                             | Música instrumental                                | - Estrena: Acoblament SurPlus, Friburgo dirigit per James Avery - Publicada per Periferia Musica | 4:23                         |
| 2007    | Papeleo sin fin per a contratenor                                                                                          | Música vocal                                       | | 4:30                         |
| 2008    | Ricercare 3 percussions | Música instrumental                                | | 10:00                        |
| 2008    | Fuga Atonal I per a oboè d'amore' i piano                                                                                  | Música instrumental (duo)                          | Versió per a oboè i piano del compositor | 6:30                         |
| 2008    | Fuga Atonal II per a quartet de cordes                                                                                     | Música instrumental                                | Publicada per Periferia Music | 9:00                         |